# Dumbrava, Prahova
Dumbrava là một xã thuộc hạt Prahova, România. Dân số thời điểm năm 2002 là 4466 người.